# Isaac Chansa
Isaac Chansa (Kitwe, 23 marzo 1984) è un ex calciatore zambiano, di ruolo centrocampista.

## Carriera

### Club
Dal 2004 al 2007 ha giocato negli Orlando Pirates. Viene acquistato per la stagione 2007-2008 dall'Helsingborg. Nel 2006, quando ancora giocava per i Pirates, Chansa fu squalificato dalla PSL per tre mesi, per aver assalito un assistente durante il match contro gli Jomo Cosmos. Dopo la fine del suo contratto con il club svedese, il 1º febbraio 2010 torna agli Orlando Pirates.
Il 20 giugno 2012 Chansa viene ceduto a titolo definitivo alla società cinese dell'Henan Jianye, dove ritrova il suo compagno di nazionale Christopher Katongo.

### Nazionale
Ha partecipato alle edizioni 2006, 2008, 2010 e 2012 della Coppa d'Africa. Il 12 febbraio 2012 ha vinto la Coppa d'Africa con lo Zambia.

## Palmarès

### Club

#### Competizioni nazionali
- Premier Soccer League: 2

Orlando Pirates: 2010-2011, 2011-2012
- Telkom Knockout: 1

Orlando Pirates: 2011

### Nazionale
- Coppa d'Africa: 1

2012